# Серго-Поливаново
Се́рго-Полива́ново (рос. Серго-Поливаново) — село у складі Вадінського району Пензенської області, Росія.
Населення — 399 осіб (2010; 509 у 2002).
Національний склад станом на 2002 рік:
- росіяни — 98 %